# Шанселария (Торриш-Новаш)
Шансела́рия (порт. Chancelaria) — район (фрегезия) в Португалии, входит в округ Сантарен. Является составной частью муниципалитета Торриш-Новаш. По старому административному делению входил в провинцию Рибатежу. Входит в экономико-статистический субрегион Медиу-Тежу, который входит в Центральный регион. Население составляет 1861 человек на 2001 год. Занимает площадь 35,31 км².
Покровителем района считается Евфимия Всехвальная (порт. Santa Eufémia).